# OpenBSD Journal
OpenBSD JournalとはOpenBSDソフトウェアや関連する出来事を取り上げているニュースサイトである。

## 歴史
当初、deadly.orgにて2000年に立ちあげられ2004年4月1日まで運営されていた。2004年4月1日に編集者のジェームズ・フィリップスとホセ・ナザリオがサイトの運営を停止すると発表、ダニエル・ハートマイエルがコンテンツを保存するために掲載記事のバックアップを行った。バックアップサーバーにあるdeadly.orgのコンテンツにアクセスできるようにするためのCGIベースエンジンを作成するために記事の構造が詳細に調査された。その結果、新しい記事を配信する機能が実装されるようになり過去の編集者が記事を再配信できるようになった。こうして2004年4月9日にOpenBSD Journalは現アドレスに移行した。

## OpenBSDコミュニティでの役割
OpenBSD JournalはOpenBSDのFAQにおける、2つある「有難い」サードパーティリソースの1つに挙げられており、OpenBSD関連情報の信頼できる情報源と幅広く認識されている。
また、ハッカソンなどのイベントの主要なレポーターであり、OpenBSDの開発者ブログを運営している。